# Aparición

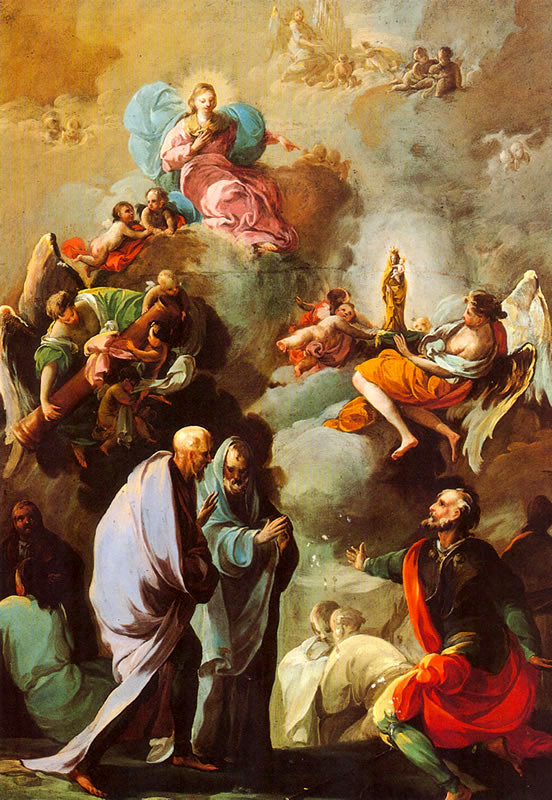
Aparición de la Virgen del Pilar a Santiago

Se llama aparición a la manifestación, sea en sueños, sea de otra manera, de un ser singular, sobrenatural, que pertenece casi siempre a la naturaleza física o que ha sacado por lo menos sus formas. 
El sabio Calmet, que' ha dejado sobre esta materia un trabajo especial y curioso, divide las apariciones en cuatro clases: 
- la de los buenos y la de los malos ángeles
- la de los muertos
- la de los hombres vivos
- la de los ausentes y que se efectúan sin su participación.

Pero Calmet no ha comprendido en esta clasificación más que los géneros mejor conocidos de la especie, si se puede decirlo así, sin hacer entrar en ellos todos los fenómenos que se producen en este mundo singular. La aparición de la Divinidad y la de los buenos o de los malos ángeles son comunes a la historia de todas las religiones practicadas sobre la tierra y no se puede dudar que este medio ha sido uno de los más poderosos que Dios ha empleado para manifestar a los hombres su voluntad.
Sin investigar con Calmet qué grado de realidad pueden tener todas estas visiones consignadas en los escritores profanos y en las obras de los doctores y de los hagiógrafos, no se limitará a señalar las diferencias y las relaciones que existen entre estas variaciones y las que han sido conservadas en la colección de las Santas Escrituras.

## Aparición de ángeles

El arcángel San Gabriel se aparece a la Virgen

La aparición de los ángeles, se sabe que es frecuente en el Antiguo como en el Nuevo Testamento. Se reproducen con las mismas circunstancias: un ser sobrenatural que toma la forma humana, pero dotado de una belleza superior, viene a manifestar a los elegidos del Señor su suprema voluntad. Un rostro brillante de luz con vestidos de una blancura deslumbradora y con alas son los signos ordinarios de su carácter, que pueden a su voluntad ocultar o dejar ver. En cuanto a la aparición de Dios mismo no se puede citar más que un corto número de ejemplos y en la nueva ley, es Jesucristo, es principalmente su madre María, los que consienten en revelarse a los hombres para darles valor y consuelo.
Entre los pueblos antiguos, la aparición de los infinitos dioses que habían creado era muy frecuente: iba acompañada de prodigios naturales que variaban según la cualidad del personaje cuya presencia anunciaban. El buen o mal genio reemplazaba entre los antiguos el buen o el mal ángel y en todas las circunstancias notables de su vida estaban convencidos de ver aparecer el genio particular que creían tenía la comisión de su guarda.
Acerca de las apariciones, los griegos y los romanos se habían formado una teoría completa cuyos principios se han expuesto como sigue por Calmet:
Las apariciones de los dioses son muy luminosas; la de los ángeles y la de los arcángeles son menos; la de los demonios oscuras, pero menos que la de los héroes. Los arcontes que presiden lo que hay en el mundo de más brillante son luminosos, pero aquellos que no se ocupan más que de las cosas materiales son oscuros. Cuando las almas aparecen se asemejan á una sombra.

## Aparición del demonio
En cuanto al genio del mal, que en los tiempos modernos se denomina popularmente el diablo, en todos los pueblos, en todas épocas, y según las creencias de todas las religiones, se ha mostrado muy a menudo a los que ha querido seducir o asustar. Para este último fin ha conservado su forma natural que es siempre fea y repugnante o también, si la repugnancia de aquel que procura vencer por un animal o un objeto cualquiera le es conocida, no ha dejado de tomar su figura. Al contrario, ha concebido el proyecto de seducir a aquellos a quienes se aparece, el diablo se reviste en estas circunstancias de las formas más seductoras. No toma solamente la cara de una mujer joven y bella sino la de un joven dulce, humilde, política, que hace al hombre bastante desgraciado para invocarle mil y mil promesas a las cuales no se resiste lo suficiente. A estos talentos superiores, descontentos de todas las incertidumbres que la ciencia humana no permite resolver y que solamente a Dios pertenece conocer, se aparece muchas veces el diablo bajo la figura de un hombre de elevada estatura, vestido todo de negro con las facciones del rostro singularmente pronunciadas y de una grande fealdad: raras veces no teme exponer toda su deformidad y de poner sus uñas largas, negras y puntiagudas sobre el pecho del audaz que quería penetrar los misterios da la naturaleza. Nada es tan curioso como estas largas historias que los escritores taumaturgos de todas las naciones han recogido sobre todas las apariciones del mal genio. La nomenclatura de las obras donde se encuentran sería por sí misma bastante larga.

## Apariciones de muertos y otras

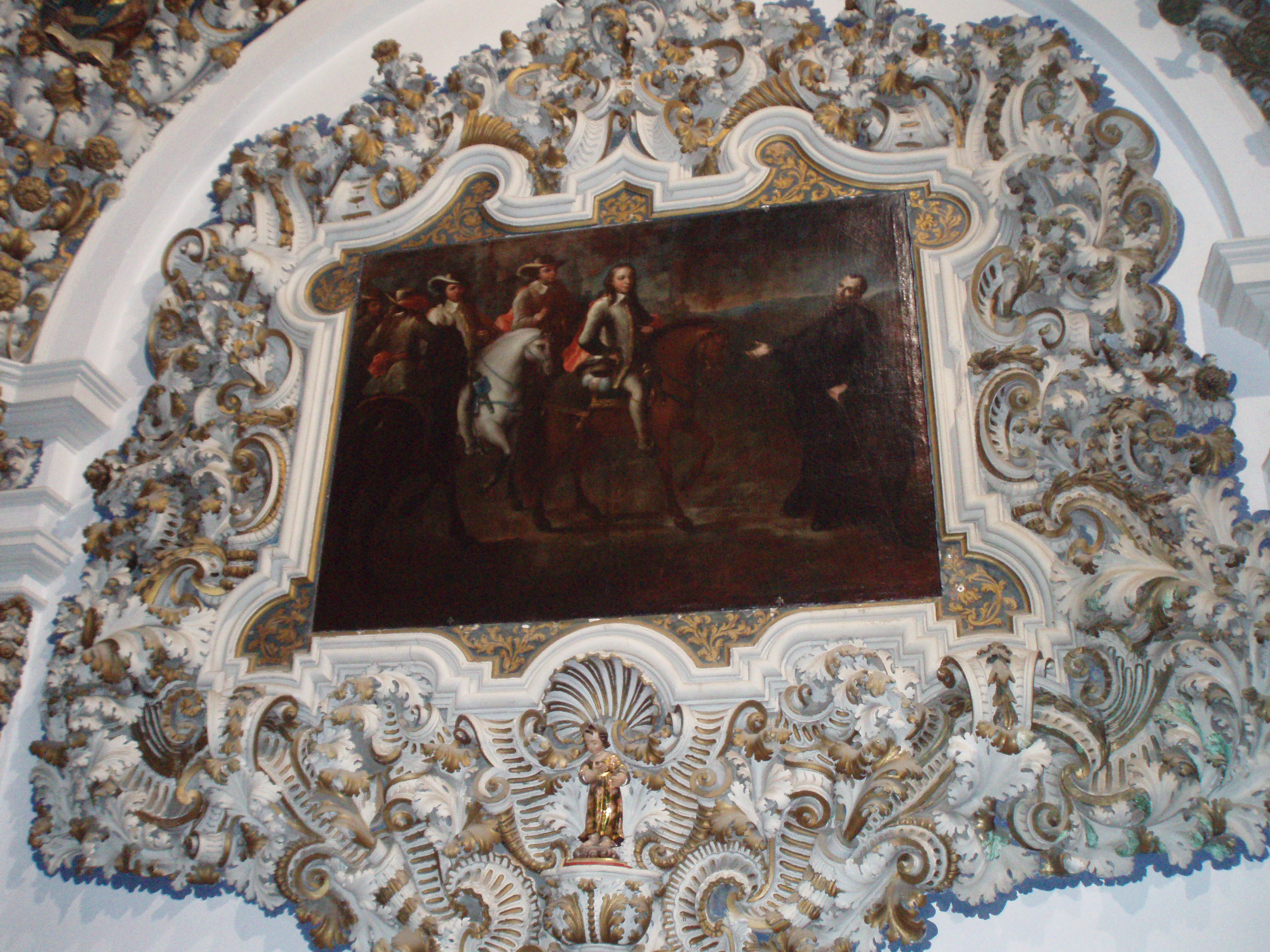
Aparición de cinco caballeros al padre Roelas

La aparición de los muertos es una creencia que ha sido conocida en todos los pueblos. Entre los hebreos como entre las naciones paganas más célebres, entre los griegos y los romanos, no se dejaba de hacer a los muertos los honores fúnebres que les son debidos pues se temía verlos aparecer con alguna queja. Los antiguos creían también que hombre que se había manchado con algún crimen y que había muerto sin ser castigado, debía, para expiar, andar errante mucho tiempo fuera de su tumba. Agatinas refiere que muchos filósofos griegos, habiendo encontrado en las cercanías de Constantinopla un cadáver sin sepultura, le hicieron enterrar por sus esclavos. Sobrevino la noche y el cadáver apareció a uno de los filósofos rogándole que no diese sepultura al que era indigno de ella, que la tierra miraba con horror a los que la habían manchado. Al día siguiente fue hallado el cadáver en el mismo sitio que antes y los viajeros griegas supieron que este hombre había cometido en otro tiempo un incesto espantoso.
Se encuentra en las crónicas de la Edad Media a propósito de los muertos católicos culpables de algunos crímenes y, sobre todo, en materia de religión, numerosas historias muy repetidas por los predicadores y los escritores ascéticos. Puede leerse en las crónicas de San Dionisio la relación de la famosa aparición de Carlos Martel y Carlos el Calvo que no temieron entregar a las manos seculares los beneficios eclesiásticos. 
Hé aquí un hecho análogo narrado por Alberto el Grande y por el autor del Racional de los divinos oficios Guillermo Durand. Guillermo, canciller de la iglesia de París, sostenía que la pluralidad de los beneficios era permitida. En su lecho de muerte supuestamente fue visitado por el obispo de París que le aconsejó que renunciase a semejantes doctrinas y que resignase todos sus beneficios. Rehusó declarando que quería experimentar si esto era un crimen tan grande como se pretendía, el castigo condigno; murió en 1237. Pocos días después el obispo de París, que se llamaba también Guillermo, se encontraba rezando en su catedral y vio levantarse de repente delante de él el espectro de un hombre repugnante. El obispo se persignó y pidió al espectro que se dejase conocer. 
Yo soy, dijo el espectro, el miserable canciller de tu iglesia condenado al suplicio eterno por no haber distribuido a los pobres el escedente de mis beneficios, por haber sostenido que era permitido poseer muchos y por haber cometido el pecado de la incontinencia.
Entre las innumerables historias de apariciones de diferente naturaleza que han llegado hasta nosotros, se puede citar algunas que pertenecían a personajes ilustres o bien a hechos notables de la historia universal del mundo. Entre los antiguos, es Sófocles advertido por Hércules del robo de una copa de oro cometido en perjuicio suyo; Simónidas, próximo a embarcarse, da la sepultura a un cadáver que encuentra en la playa y que se le aparece pocas horas después para advertirle que la nave a bordo de la cual va a partir naufragará; Julio César después de pasar el Rubicón, es detenido por un espectro que le predice su suerte; en fin, Bruto, estando a punto de pasar a Europa y de emprender la guerra contra César, donde debía sucumbir, es visitado en su tienda por un mal genio que le anuncia su próximo fin.
Entre los modernos es necesario anunciar la aparición del diablo a Lutero, que pretendió razonar con este doctor sobre el sacrificio de la Misa. Pero Lutero, advertido pronto por los razonamientos capciosos del espíritu maligno no tardó en convencerle y en echarle vergonzosamente.